# 石羊河
石羊河，古名谷水，是中国河西走廊的一条内流河。
石羊河流域面积约41600平方千米，主要在甘肃省武威市境内。它发源于祁连山，向东北流入戈壁沙漠。天祝藏族自治县境内的乌鞘岭，是内流区的石羊河流域与南侧外流区的黄河流域的分水岭。
民勤县境内的白碱湖现在虽是一片盐滩，在3万多年前湖面却达1.6万平方公里，与北京面积相当。在唐代，白亭海是石羊河的尾闾湖，但白亭海后来干涸，现代的石羊河尾闾湖是青土湖。青土湖在西汉时期称潴野泽，广达4000平方公里，与青海湖面积相当；1959年完全干涸。2010年秋季，干涸51年之久的青土湖重现水面，2020年水面扩大为26.7平方公里，形成湿地106平方公里。
石羊河流域内有一些绿洲农业区，武威是其中主要的城市。为防洪及灌溉，流域内兴建了许多水库，2000年时有24座。 2003年，石羊河流域内人口为2268900，他们面临着严重的过度开垦和沙漠化问题。
民勤绿洲处于石羊河末端，被东侧的腾格里沙漠和西侧的巴丹吉林沙漠包围。近年来，政府正采取措施，遏制沙漠化进程，挽救民勤绿洲。 经过不懈的综合治理，流域内水资源浪费情况得到有效的减轻，曾经干涸的青土湖重现碧波，石羊河流域岌岌可危的生态环境开始好转。